# Otto Zdansky

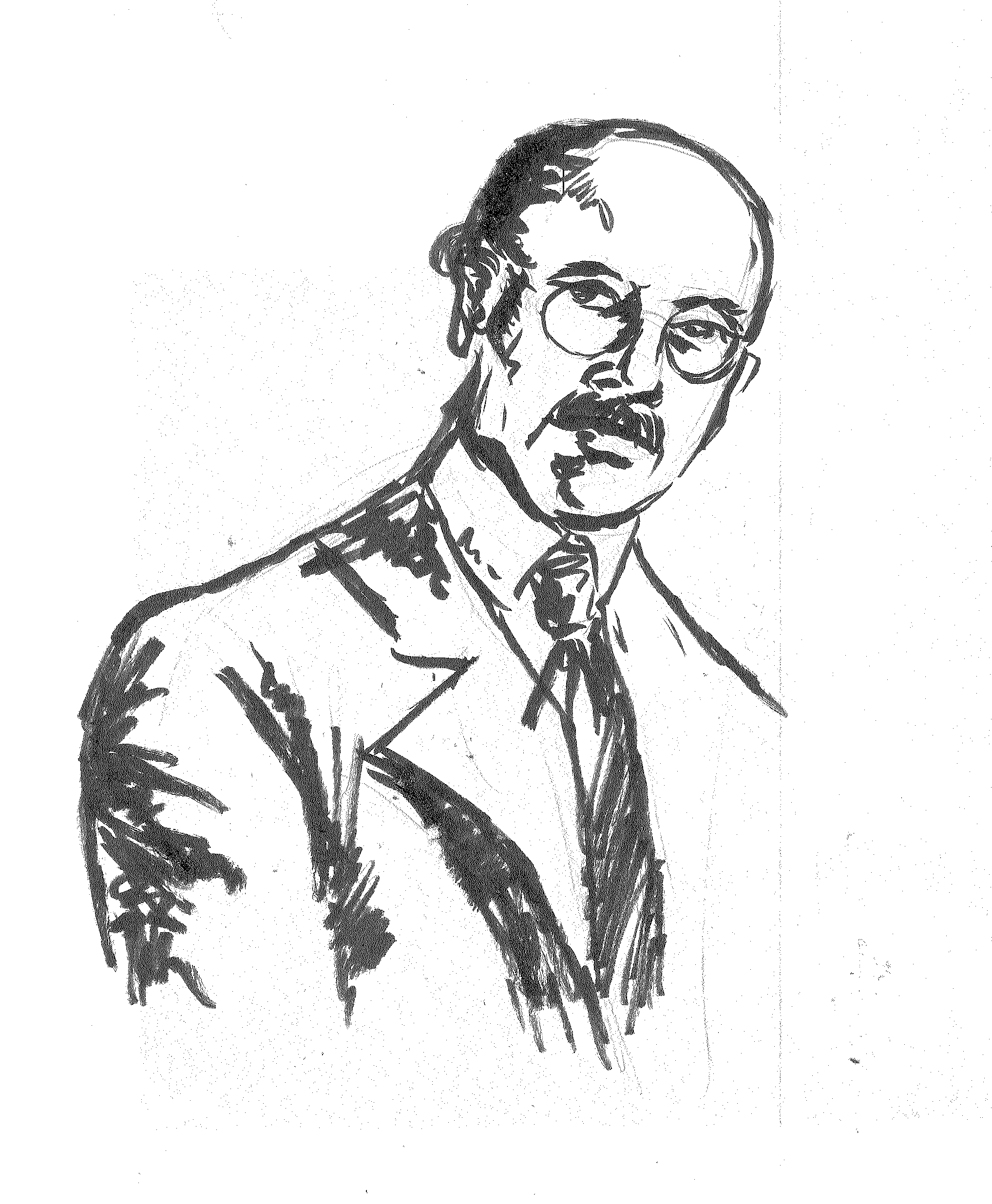
Retrato de Otto Zdansky.

Otto A. Zdansky (1894 - 1988) fue un paleontólogo austriaco.
Es famoso por sus trabajos en China, donde descubrió, como asistente de Johan Gunnar Andersson, un diente fósil del Hombre de Pekín en 1921 en Zhoukoudian, aunque el hallazgo no fue revelado hasta 1926 al publicarlo en Nature después de ser analizado por Davidson Black. 
Zdansky también es conocido por sus excavaciones de mamíferos en el distrito de Baode (Pao Te Hsien), provincia de Shanxi.